# Geschiedenis van Seattle

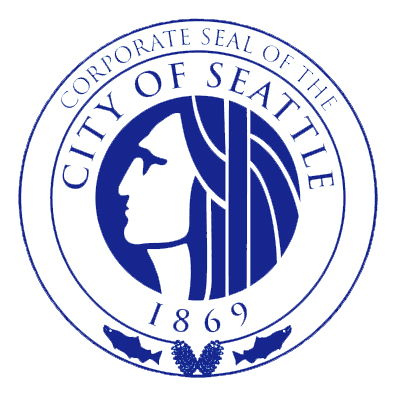
Het zegel van Seattle werd aangenomen in 1937. In het midden staat het hoofd van opperhoofd Seattle

De geschiedenis van Seattle gaat terug tot 1851 toen de stad officieel werd gesticht door de Denny Party, maar het gebied werd hiervoor ook al bewoond door de indianen. Sindsdien hebben er aardbevingen, een goldrush, crisissen, een wereldtentoonstelling en een veldslag plaatsgevonden. Seattle is sinds de stichting ook flink gegroeid door zijn gunstige ligging aan de Puget Sound en de Elliott Bay. Tegenwoordig heeft Seattle meer dan 600.000 inwoners.

## Vroege geschiedenis

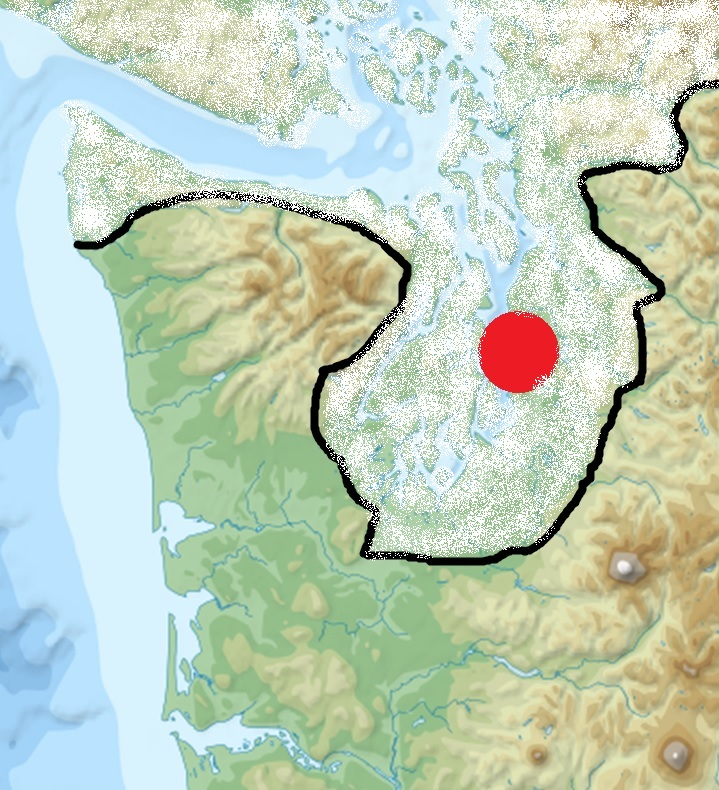
Grens van het landijs in het Weichselien; ten noorden van de zwarte lijn lag toen het landijs. De rode stip geeft de ligging van het huidige Seattle aan

De grond waarop Seattle ligt bestond 50 miljoen jaar geleden nog niet. De westkust van de huidige staat Washington kwam steeds verder naar het westen te liggen. Deze nieuwe grond was de lava en het as van vulkanenaanuitbarstingen. Hiernaast kwam de kust ook steeds westelijker te liggen doordat er nieuwe terreinen zich aan Noord-Amerika aansloten. Tussen 14 miljoen jaar en 7 miljoen jaar geleden was er veel vulkanische activiteit en kwam er veel nieuw land bij. Vijf miljoen jaar geleden was het gebied rond Seattle geheel land.
Het landschap van Seattle is vooral gevormd tussen 18.000 en 13.000 jaar geleden, tijdens de laatste ijstijden. Zowel in de op een na laatste (Saalien) als in de laatste (Weichselien) ijstijd bereikte het landijs Seattle. De grens, waar het landijs eindigde, lag meestal iets minder dan honderd kilometer van de stad af. In de omgeving van Seattle werden veel stenen en grind gedropt. Na de ijstijden smolt het ijs en door erosie veranderde het landschap nog meer. Doordat Seattle onder het ijs lag tijdens de ijstijden is het gebied redelijk vlak.

## Indianen

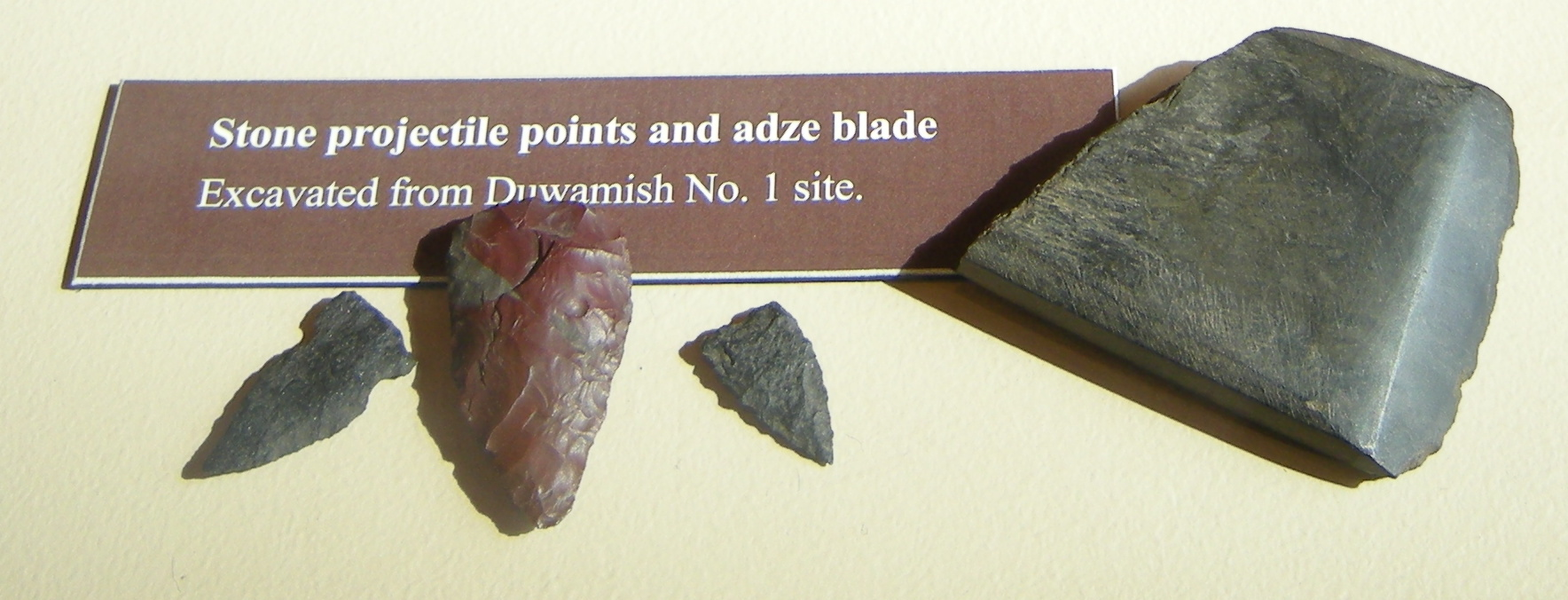
Voorwerpen van de Duwamish (volk), gevonden bij de Duwamish (rivier)

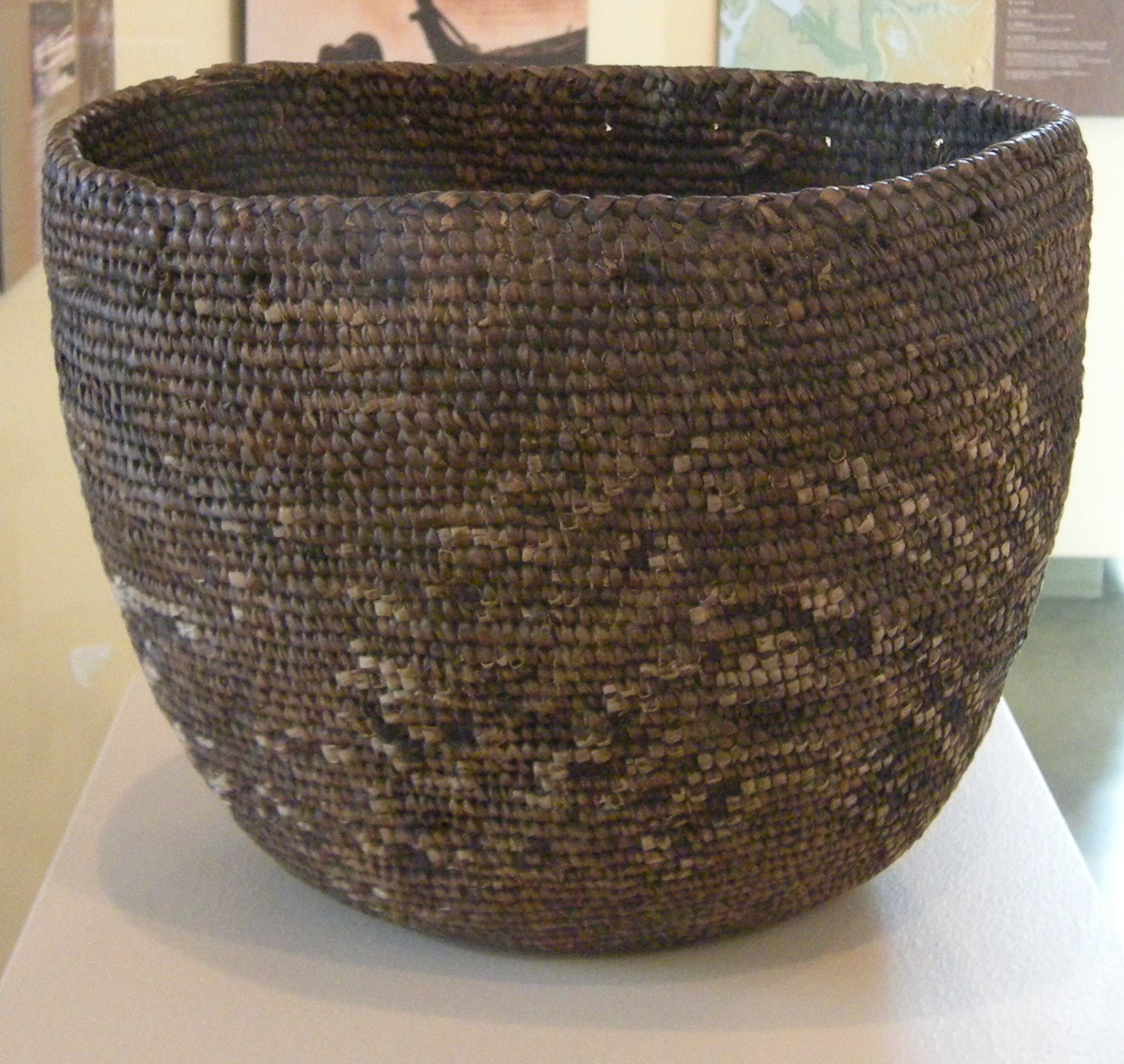
Een mand van de Duwamish

Voordat de Europeanen Seattle stichtten, woonden er in de omgeving indianen. Er zijn plekken bekend die al meer dan 4.000 jaar worden bewoond.

### Pka'dzELteu
De nederzetting Pka'dzELteu (ook gespeld als Pka'dz Elue, Oka-dz-elt-cu, Per-co-dus-chule en Pka-dzEltcu) werd minstens 4.000 jaar geleden gesticht en lag bij het huidige West Point. Vanaf de stichting tot 3500 jaar geleden aten de bewoners vooral dieren, planten, vis en schelpdieren, maar later begonnen de bewoners zich steeds meer met zalm te voeden. Ook leerden de bewoners van Pka'dzELteu 3.000 jaar geleden om de schelpdieren te drogen, zodat ze langer konden worden bewaard. In de nederzetting werd ook gehandeld met onder andere Brits-Columbia en Oregon. Pka'dzELteu werd niet permanent bewoond.
Op de plaats van de nederzetting is ook oud gereedschap gevonden.

### dzee-dzee-LAH-letch
In de nederzetting dzee-dzee-LAH-letch leefden de Duwamish en het lag bij het huidige King Street Station. Dzee-dzee-LAH-letch lag aan een pad dat van de Elliott Bay naar een bijgelegen lagune liep. In de nederzetting stonden acht langhuizen met een lengte van 37 meter en een breedte van 18 meter. Ook stond er een gebouw, waarin potlatches werden gehouden. Rond 1800 was dzee-dzee-LAH-letch een van de belangrijkste nederzettingen van de omgeving en telde toen ongeveer 200 inwoners. De bewoners van de nederzetting aten vooral lokale bessen en vis.

### tohl-AHL-too
De nederzetting tohl-AHL-too (later hah-AH-poos) is meer dan 1.400 jaar geleden gesticht aan de westelijke oever van de Duwamish. In de nederzetting leefden mensen behorend tot de Duwamish en er stonden zeven langhuizen. Ook stond er een gebouw van 109 bij 18 meter, waarin potlatches werden gehouden. De bewoners van de nederzetting leefden vermoedelijk van zalm en andere vissen.

### Overige nederzettingen
Naast deze belangrijke nederzettingen hadden de Duwamish ook kleinere nederzettingen in het grondgebied van het huidige Seattle. Dit waren:
- De nederzetting SWAH-tsoo-gweel lag aan de Union Bay. In deze nederzetting stonden vijf langhuizen.
- De nederzetting hehs-KWEE-kweel lag bij het huidige Edgewater Park. Er stonden langhuizen, die misschien voor potlatches werden gebruikt.
- De nederzetting TLEHLS lag bij de Wolf Bay en er stond één langhuis.
- De nederzetting too-HOO-beed lag iets ten noorden van de monding van Thornton Creek.
- De nederzetting shill-SHOHL lag aan de noordoever van de Salmon Bay en werd vernield tijdens de aanleg van de Chittenden Locks aan het begin van de 20e eeuw.
- De nederzetting too-PAHLH-tehb lag bij de monding van het meest oostelijke estuarium van de Duwamish.
- De nederzetting yee-LEH-khood lag aan de westelijke oever van deze Duwamish.
- De nederzetting too-KWHEHL-teed lag aan de noordkant van het huidige Boeing Field.

Ook lagen er kleine nederzettingen in het huidige Rainier Beach, aan de Wetmore Slough en in het huidige Leschi Park.

## Expedities

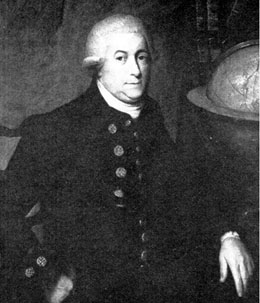
George Vancouver

De omgeving van het huidige Seattle werd als eerst bezocht door George Vancouver en zijn scheepslieden in mei 1792 tijdens een 4,5 jaar durende expeditie. Vancouver besloot toen zijn schip te ankeren tussen Bainbridge Island en Blake Island. Hij stuurde Peter Puget en Joseph Whidbey om het gebied gedetailleerd te verkennen. Puget en Whidbey begonnen hiermee op 20 mei 1792. Puget zat in een barkas, die werd getrokken door een kotter, waarin Whidbey zat. Puget en Whidbey gaven veel landschapselementen een naam, waaronder de Puget Sound en Mount Rainier. Zij maakten ook contact met de lokale bewoners. Vancouver was niet erg geïnteresseerd in het gebied, omdat hij zocht naar een watergang, die van de Grote Oceaan naar de Atlantische Oceaan liep.
Lange tijd waren de wateren rond Seattle rustig tot de bouw van Fort Nisqually in april 1833 bij het huidige DuPont. Na de bouw van dit fort voeren er regelmatig schepen langs Seattle. Op 11 mei 1841 ankerde Charles Wilkes in het zuidelijke deel van de Puget Sound zijn schepen, Vincennes en Porpoise. Zijn bemanningsleden kregen de opdracht om het gebied in kaart te brengen en de landschapselementen namen te geven. Onder andere de Elliott Bay kreeg tijdens deze expeditie zijn naam.
Naast Vancouver en Wilkes probeerde ook Isaac Ebey het gebied in kaart te brengen. Hij werd rondgevaren in een kano door indianen en gaf net als de andere twee ontdekkinsreizigers landschapselementen namen. Deze namen werden echter niet allemaal behouden. Zo gaf hij een meer de naam "Lake Geneva", maar dit meer staat nu bekend als Lake Washington. Ook John Holgate verkende de Puget Sound met een kano. Hij vertrok net als Ebey vanaf Olympia en ontdekte onder andere de Duwamish. Holgate overwoog om zich te vestigen aan deze rivier, maar besloot dit uiteindelijk niet te doen.

## Stichting

### Denny Party
Seattle is officieel gesticht op 15 februari 1852, doordat drie families bij het huidige Pioneer Square stukken land claimden en hier gingen wonen. Deze drie families waren onderdeel van de Denny Party.
Op 10 april 1851 vertrokken 15 mensen onder leiding van Arthur Denny vanuit Cherry Grove met vier karren. Ze volgden de Oregon Trail, die naar Willamette Valley liep. In de huidige staat Idaho ontmoette de Denny Party John Low en zijn familie. Uiteindelijk sloten Low en zijn familie zich aan bij de Denny Party. Toen ze bij Burnt River aankwamen, ontmoetten ze een man tegen genaamd Brock. Hij vertelde over hoe het gebied rond de Puget Sound was. Op 22 augustus 1851 kwamen ze aan in Portland.
Arthur Denny dacht aan het verhaal van Brock over de Puget Sound en besloot dat hij zich daar wilde vestigen. Uiteindelijk vertrokken John Low en David Denny op 25 september 1851 naar de Puget Sound om het gebied te verkennen. Toen ze bij Olympia aankwamen kwam Lee Terry bij de groep. De drie gingen met kapitein Robert C. Fay met een boot de Puget Sound verkennen. Ze bouwden op 25 september 1851 een kamp bij de uitmonding van Duwamish en ontmoetten in een nabijgelegen nederzetting van de indianen hun opperhoofd Seattle. Ook kwamen ze de Collins Party tegen, die zich al eerder aan de Duwamish had gevestigd. Op 28 september 1851 claimden de families Low en Terry stukken land bij Alki Point.
Na het claimen van deze stukken land begonnen David Denny en Lee Terry een hut te bouwen, terwijl John Low terugging naar Portland om de rest van de Denny Party te halen. John Low zeilde met de andere 21 leden van de Denny Party met de schoener Exact naar Alki Point. Ze kwamen daar aan op 13 november 1851 en troffen daar de hut aan, die toen nog niet af was, en David Denny, die toen ziek was. Lee Terry was op dat moment weg om gereedschap te zoeken. Op 9 december 1851 begon de Denny Party te handelen met bedrijven uit San Francisco met de stoomboot Leonesa.
De leden van Denny Party vonden Alki Point een redelijk goede haven, omdat het makkelijk bereikbaar was voor schepen, maar bij Alki Point waaide het soms heel hard. Mede hierom besloten de families Denny, Bell en Boren een andere plek te zoeken. Ze zochten het laagste punt en die vonden ze aan de oostelijke kust van Elliott Bay. De drie families claimden op 15 februari 1852 daar stukken grond bij het huidige Pioneer Square en noemden de nederzetting "Duwamps" naar de Duwamish. Dit wordt gezien als de stichting van het huidige Seattle, aangezien uit deze nederzetting de stad Seattle is uitgegroeid. De families Terry en Low bleven achter bij Alki Point en kregen zware tijden. De bewoners van de nederzetting bij Alki Point noemden hun nederzetting "New York", omdat Charles en Lee Terry daar waren geboren. In de zomer van 1852 werd op suggestie van David Maynard, een vriend van opperhoofd Seattle, de naam "Duwamps" in "Seattle" veranderd. Maynard was op 31 maart 1852 naar Alki Point gekomen met een kano. Deze kano werd bestuurd door Chief Seattle. Op 22 augustus gaf bisschop Modeste Demers de eerste christelijke ceremonie in Seattle. Hij deed dit op uitnodiging van Arthur Denny ondanks dat er in de nederzetting geen gelovigen woonden. Een maand later op 12 oktober 1852 werd het eerste postkantoor van Seattle geopend. Arthur Denny was van dit postkantoor de eerste postmeester. King County werd op 22 december van dat jaar gesticht en had Seattle als hoofdplaats. De eerste leiders van de county waren Arthur Dennis en Luther Collins.
In 1853 vertrok de familie Low naar Olympia en even later vertrok Lee Terry terug naar New York. Charles Terry had spijt van zijn beslissing om bij Alki Point te blijven en begon te handelen met Doc Maynard. Terry verkocht uiteindelijk zijn grond aan Doc Maynard en kocht land van de familie Boren. Hij werd later een van de rijkste mensen van Seattle.

### Collins Party
Eerder dan de Denny Party stichtte de Collins Party een nederzetting in het huidige grondgebied van Seattle aan de Duwamish.
In juni 1851 werd een klein goudzoekersbedrijf in Californië opgeheven. Bij dit bedrijf werkte onder andere Luther Collins. Hij had grond aan de Puget Sound en wilde daarheen gaan. De meesten van zijn andere collega's wilden naar hun familie terug, maar hij overtuigde een aantal collega's om met hem mee te gaan. Onder deze collega's vielen Henry van Asselt, Jacob Maple en zijn zoon Samule Maple, John Thornton, Charles Hendricks en mr. Balland. Van Asselt vertelde Collins dat hij in een al bevolkt gebied wilde wonen. Collins had een gebied in gedachten en in september van dat jaar vertrokken ze. Alleen Samuel Maple vertrok uiteindelijk niet door een snee in zijn voet. Onderweg kwamen ze langs een gebied dat Van Asselt zo mooi vond, dat hij er wilde wonen als er ook een ander lid van de Collins Party zou gaan wonen. Collins wilde ook wel in dat gebied wonen, maar hij wilde eerst zijn grond verkopen. Op Vashon Island verkocht Collins zijn grond uiteindelijk aan Balland.
Toen de grond van Collins was verkocht, ging de Collins Party zonder Balland, maar wel weer met Samuel Maple, naar de plek, die Van Asselt zo mooi vond. Wanneer ze terugkwamen bij de mondig van de Duwamish is niet precies bekend, maar 14 september 1851 is een veel genoemde datum. Na hun aankomst claimden ze daar stukken land. Na het claimen van stukken land gingen de leden van de Collins Party terug naar hun oude boerderijen om hun familie en vee naar hun nieuwe stukken grond te brengen. Ze bouwden voor het vee een vlot, maar deze zonk.

## Na de stichting
Henry Yesler, die op 20 oktober 1852 in Seattle aankwam, richtte op 26 maart 1853 de eerste fabriek van Seattle op. Dit was een houtzagerij. De zagerij werkte op een stoommachine. Yesler verkocht zijn hout vooral aan bedrijven uit Californië. Dit gebied had door de Californische goldrush veel huizen en dus hout nodig. Ook werd het hout gebruikt voor de huizen in Seattle. In de zomer van 1853 stonden er ongeveer twintig houten gebouwen in de stad. Op 23 mei 1853 besloten Arthur Denny, Carson Boren en David Maynard het stratenplan te ontwerpen. Dit ging echter niet gemakkelijk, omdat Maynard wilde dat de straten parallel zouden lopen met de kompas. Denny en Boren wilde dat de straten parallel zouden lopen met de kustlijn van de Elliott Bay. Dit ontworpen stratenpatroon is tot op heden niet veranderd, maar door de groei is het nu niet het stratenplan van heel Seattle, maar alleen van Downtown. Eén jaar later, in het jaar 1854, werd de eerste school van Seattle geopend. Tijdens de opening had de school één leraar en 13 leerlingen.
Naarmate Seattl zich uitbreidde kregen veel meren in de buurt een naam. Thomas Mercer bedacht een plan om met een kanaal Elliott Bay en Lake Washington te verbinden, wat in het begin van de 20e eeuw werd gerealiseerd. De eerste kerk van Seattle, de Little White Church, werd toegewijd op 12 mei 1855.
Op 29 augustus 1855 ontdekte de Europeanen de kaap Sand Point. De kaap werd ontdekt door zes personen onder leiding van William Strickler. Na de ontdekking waren er mensen, die daar wilden wonen, maar besloten dit niet te doen door de in 1856 startende Battle of Seattle. Het gebied werd bewoond in 1868.

### Battle of Seattle

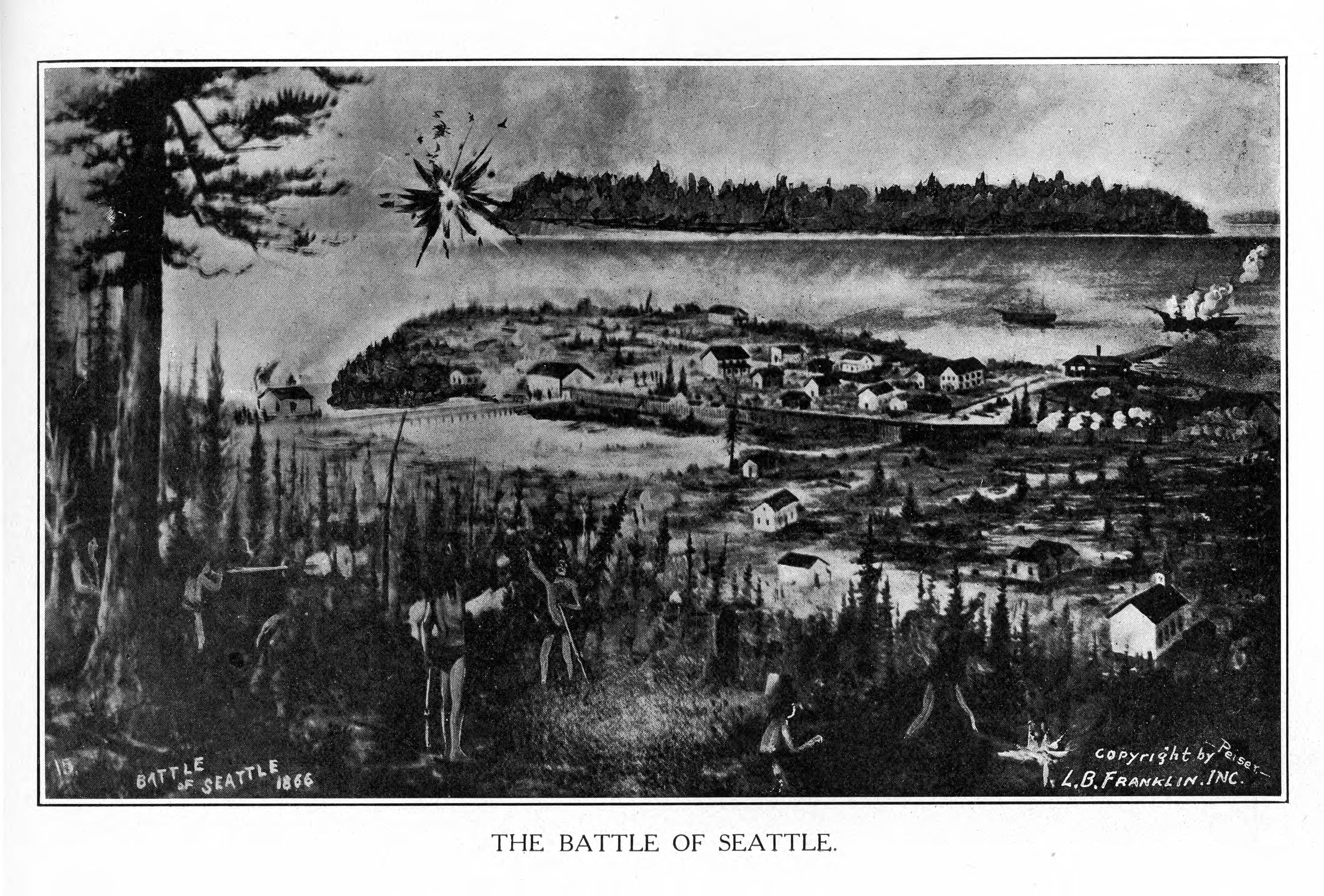
Tekening van de Battle of Seattle

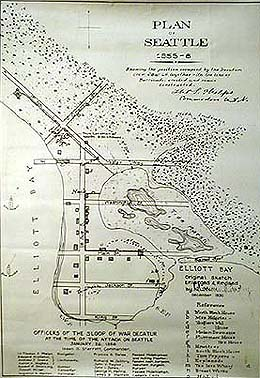
Kaart van Seattle uit 1856

In 1854 liepen de spanningen tussen de indianen en de bewoners van Seattle op, nadat een blanke man werd vermist. De indianen kregen de schuld en twee indianen werden uiteindelijk op 12 april 1854 gelyncht. Uiteindelijk sloten de indianen met de nieuwe bewoners op 22 januari 1855 een verdrag, de Point Elliott Treaty. Dit verdrag werd voor de stammen vertaald en werd ondertekentd door 82 indianenleiders, waaronder Chief Seattle. In het verdrag stond dat de indianen in ruil voor geld in een reservaat zouden moeten wonen. In deze reservaten waren wel mogelijkheden om te vissen en te jagen.
Er werden later steeds meer indianen en ook Europeanen vermoord. David Maynard kreeg de opdracht om 434 indianen uit Seattle weg te halen.
In de morgen van 26 januari 1856 tijdens de Yakimaoorlog vielen de indianen na maanden van spanningen tussen de volkeren Seattle aan. De dag ervoor waren mariniers van de USS Decatur aangekomen om de bewoners van Seattle te beschermen bij een eventueel conflict. De indianen vochten de hele dag op een pauze om 11:45 na. Om 22:00 werd het vechten gestopt. Naast de mariniers van de USS Decatur hielpen ook vrijwilligers met wapens met het vechten. Vanuit de USS Decatur werd met kanonvuur geschoten om de indianen weg te houden. Uiteindelijk wonnen de Europeanen en vielen er twee Europese doden. Deze doden waren beide een vrijwillige soldaat. Het aantal doden onder de indianen is onbekend, maar dit werd geschat tussen de 200 en 2.000.
Na de slag begonnen de bewoners van Seattle een één kilometer lange palissade, twee 1,5 meter hoge hekken en andere dingen om de nederzetting te beschermen te bouwen.

## Groei
In het jaar 1860 werd er een weg geopend tussen Fort Vancouver en Seattle. De weg kwam hier via Olympia, Fort Nisqually, Fort Steilacoom en Fort Puyallup. De weg was bedoeld voor het leger en Daniel Bagley was met zijn familie de eerste, die over de weg reed. Ook werd geprobeerd de waterinfrastructuur te verbeteren. Zo begon Harvey Pike met het graven van een kanaal tussen Lake Union en Lake Washington, maar hij stopte er later mee, omdat hij het te veel werk vond. Op 4 november 1861 werd de eerste universiteit van Seattle geopend. Dit was de Universiteit van Washington. Bij de opening had deze universiteit één lerares en 30 studenten. Deze lerares vond dat er in Seattle te weinig vrouwen waren en besloot daarom vrouwen van de oostkust te halen. Uiteindelijk kwamen 11 vrouwen aan op 16 mei 1864. Op 26 oktober van datzelfde jaar werd het eerste bericht verzonden met een telegraaf naar Seattle. Door deze telegraaf kon de krant makkelijker aan zijn informatie komen.
Seattle werd als eerste als een town erkend op 14 januari 1865. Met deze erkenning kreeg de stad ook zijn eigen bestuur en moest Seattle een gemeentesecretaris en een marshal kiezen. De gemeenteraad bestond uit Charles Terry, Henry Yesler, Hiram Burnett, David Denny en Charles Plummer. Charles Terry was de voorzitter van de gemeenteraad. De twee jaren na het ontstaan van de gemeenteraad namen zij 14 besluiten aan, waarvan het eerste de gemeentebelasting instelde en het tweede de politie regelde. Na een petitie van de bewoners werd Seattle niet meer als town erkend op 18 januari 1867 en had het daarmee ook geen bestuur meer. Op 2 december 1869 werd de stad weer als town erkend en kreeg de stad weer een bestuur. Dit keer vond de bevolking het bestuursapparaat eerlijker en had de town ook een burgemeester. Henry Atkins was de eerste burgemeester van Seattle.
Op 13 augustus 1865 werd de Trinity Parish, een parochie van de Episcopaalse Kerk, gesticht. Voor deze parochie werd een nieuwe kerk gebouwd, de Trinity Church. Dit gebouw is momenteel het oudste nog bestaande gebouw in Seattle. De Trinity Church is wel door meerdere aardbevingen en door een brand beschadigd geraakt. Een paar jaar later werd tussen 1868 en 1869 het eerste niet houten structuur gebouwd. Dit was de Dexer Horton Bank, die was gemaakt van steen. In 1869 kreeg Seattle een officiële bijnaam. Dit was "Queen City" en deze kreeg het van het vastgoedbedrijf Russel and Ferry uit Portland. De bijnaam bleef officieel tot 1982 toen "The Emerald City" de nieuwe bijnaam werd. Een maand hierna bezocht William Seward, een politicus, het gebied rond de Puget Sound met een stoomboot om de mensen aan te moedigen. Hij kwam ook naar Seattle en gaf daar een speech. Zijn bezoek kwam onverwachts, omdat de telegraaf niet werkte.
Belangrijke Amerikaanse steden waren vroeger verbonden met het spoorwegennetwerk en hierom wilde Seattle dit ook. Rond 1870 werd bekendgemaakt dat de Northern Pacific Railroad bij een plaats aan de Puget Sound zou eindigen. In augustus 1870 kwamen er 29 verkenners de mogelijkheden voor de spoorlijn in Seattle bekijken. Er waren twee trajecten mogelijk naar Seattle en deze werden beide onderzocht. Door de mogelijkheid dat de spoorlijn naar de stad zou kunnen komen, kochten vastgoedbedrijven veel grond en huizen. Zo kochten Philo Remington en Philo Osgood in juli 1871 van 14 verschillende mensen grond en gebouwen voor meer dan 50.000 dollar. Hierna kochten zij nog meer huizen en grond en ze hadden op 31 juli 1871 bijna 200 gebouwen en 4,4 km² aan grond in King County. In 1871 was Seattle de belangrijkste stad rond de Puget Sound en er waren veel winkels, fabrieken en werven. Aan het eind van 1871 waren er meer dan 150 bedrijven gevestigd in de stad. Het ging vooral goed met de vastgoed markt. Zo werd er een huis dat voor 300 dollar was gekocht, verkocht voor 10.000 dollar in 1870.
De eerste spoorweg, die door Seattle liep, was van de Seattle Coal & Transportation Company en opende op 22 maart 1872. De spoorweg liep van het zuidelijke punt van Lake Union naar Pike Street in het huidige Downtown. De kolen, die over de spoorweg werden vervoerd, waren afkomstig uit Newcastle, waar zich kolenmijnen bevonden.
Op 14 juli 1873 kwam er een telegram binnen met het eindstation van de Northern Pacific Railroad. Arthur Denny las het telegram voor aan de bewoners van Seattle, waarin stond dat de spoorweg naar Tacoma zou gaan lopen. De inwoners van de stad waren geschokt en boos. Een paar boze bewoners van Seattle besloten een eigen spoorlijn te bouwen naar Walla Walla. Ze organiseerden een meeting op 17 juli. Ongeveer 1.000 mensen stopten met werken en gingen helpen bij het aanleggen van de spoorlijn. De aanleg begon op 1 mei 1874. Een week later werkten er veel minder mensen mee met de aanleg. In oktober had de spoorweg een lengte van 19 kilometer. Op 7 maart 1877 ging het traject in dienst, maar kwam toen niet verder dan de kolenmijnen van Renton. Dit is nauwelijks één achtste van de weg naar Walla Walla. Op 5 februari 1878 liep de spoorweg tot Newcastle en vervoerde 400 tot 800 ton aan kool per dag. Ondanks het feit dat de spoorweg niet lang werd, kregen de aandeelhouders veel winst. De spoorweg werd namelijk in 1880 door Henry Villard gekocht voor 350.000 dollar. Dit was twee keer zoveel geld als de bouw had gekost.
Op 17 juni 1884 reed de eerste trein over een verlenging van de Northern Pacific Railroad. Deze liep van Tacoma naar Seattle. De constructie van deze verlenging was begonnen in 1883. Een groot deel van de verlenging werd uitgevoerd door de Puget Sound Railroad Company. In de lente van 1883 werkten er ongeveer 1.400 Chinezen aan de verlenging. Op 15 april 1885 werd de Seattle, Lake Shore & Eastern Railroad Company gesticht. Dit bedrijf had een spoorweg van Seattle naar Sumas bij de Canadese grens.
In 1876 werden de "Scandinavian Immigration" en de "Aid Society" opgericht in Seattle. Deze organisaties stimuleerde immigratie vanuit Scandinavië naar Seattle. Er wonen minstens sinds 1975 Scandinavische mensen in Seattle. In dat jaar kwam namelijk de Zweedse ontdekkingsreiziger, Andrew Chilberg, met zijn twee broers aan in Seattle. In 1878 kwam hij in de gemeenteraad van Seattle. De meeste Scandinaviërs gingen wonen in de huidige wijk Ballard. Hier is nu een museum over de Scandinaviërs in Seattle en in de wijk worden Scandinavische feesten gevierd.
Op 14 december 1877 vond er om 21:40 een aardbeving plaats met een geschatte kracht van 7,1 op de schaal van Richter. Het epicentrum hiervan lag op de oostelijke voet van de Mount Rainier. Op 17 december vond er nog een naschok plaats. Volgens getuigen deinden de gebouwen van Seattle als bootjes op een zee. De aardbeving was de zwaarste sinds de stichting van Seattle.
In 1883 annexeerde Seattle voor het eerst nieuwe stukken land. Dit waren delen van Queen Anne, Lake Union, Capitol Hill en Central.
Op 7 februari 1886 werden bijna alle Chinese inwoners van Seattle omsingeld door een menigte boze werknemers. De Chinezen werden gebracht naar de "Ocean Dock" om ze daar in een boot te zetten. Bij de pier werd de menigte boze werknemers opgewacht door de politie. Uiteindelijk was het gouverneur Watson Squire, die voorkwam dat de boot vertrok. De volgende morgen gingen 200 Chinezen met schepen naar San Francisco en andere plaatsen aan de kust. Toen de politie probeerde de Chinezen terug naar huis te brengen, werd de menigte oproerig. Uiteindelijk werd er een aantal keer op de menigte geschoten om hen weg te jagen. Hierbij viel één dode. Gouverneur Squire en president Grover Cleveland riepen de noodtoestand uit. Uiteindelijk betaalde het congres meer dan 250.000 dollar als schadevergoeding aan de Chinese overheid.

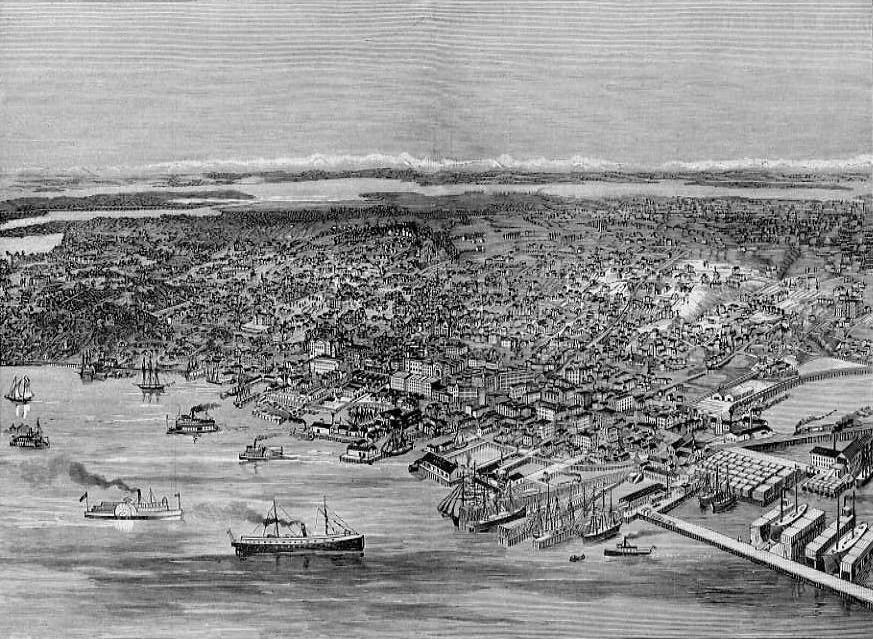
Tekening van Seattle uit 1889 (voor de Great Fire)

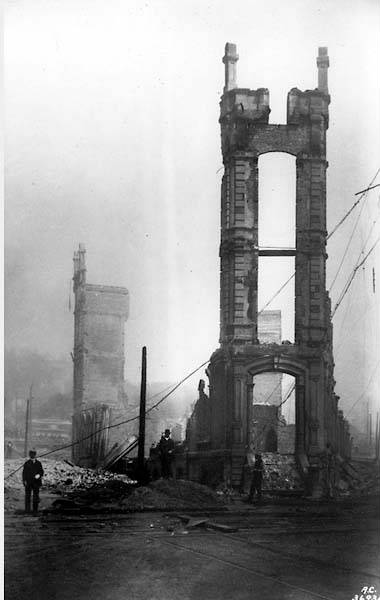
De Puget Sound National Bank na de Great Fire van 1889

Op 19 juli 1875 ontstond er brand in een winkel in het Business District. De brand sloeg niet over naar andere gebouwen. Als reactie op deze brand werd op 29 juli 1875 een vrijwillige brandweer opgericht. In 1876 kocht de vrijwillige brandweer een waterpomp. De eerste brand, waarbij deze brandweer kwam, kon de brandweer niet stoppen, omdat ze geen water hadden. Het huis brandde helemaal af. Op 1 februari 1879 kocht de brandweer zijn eerste door stoom aangedreven voertuig. Op 26 juli van dat jaar ontstond er in Downtown een brand, waarbij 20 gebouwen uitbrandden.
Op 6 juni 1889 werd Seattle getroffen door een zeer grote brand. De brand begon rond 14:30 en was ontstaan, doordat in de kelder van een winkel een lijmpot vlam vatte. De brand is per ongeluk gesticht door John Back. Door een droge lente en door de harde wind verspreidde de brand zich snel. In totaal ging een gebied van 26 hectare volledig in vlammen op. Na de brand adviseerde de burgemeester om alles te herbouwen met stenen. Een paar weken na de brand kwam Rudyard Kipling naar Seattle en schreef het volgende:

Have I told you anything about Seattle, the town that was burned out a few weeks ago when the insurance men at San Francisco took their losses with a grin? In the ghostly twilight, just as the forest fires were beginning to glare from the unthrifty islands, we struck it heavily, for the wharves had all been burned down, and we tied up where we could, crashing into the rotten foundations of a boathouse as a pig roots in high grass. The town was built upon a hill. In the heart of the business quarters there was a horrible black smudge, as though a Hand had come down and rubbed the place smooth. I know now what being wiped out means. The smudge seemed to be about a mile long, and its blackness was relieved by tents in which men were doing business with the wreck of the stock they had saved. There were shouts and counter-shouts from the steamer to the temporary wharf, which was laden with shingles for roofing, chairs, trunks, provision-boxes, and all the lath and string arrangements out of which a western town is made.

Dit is Engels voor:

Heb ik je al iets verteld over Seattle, de stad die een paar weken geleden uitbrandde. Namen de verzekeringswerknemers uit San Francisco hun verliezen toen met een glimlach? In de geestige schemering, toen de bosbranden begonnen te glinsteren op de verspilde eilanden, troffen we het zwaar voor de werven, die allemaal waren afgebrand, en we probeerden ons overal vast te houden waar we konden, botstend tegen de verrotte fundamenten van een boothuis als een springend zwijn in het hoge gras. De stad was gebouwd op een heuvel. In het hart van het businessgedeelte was een verschrikkelijke zwarte rook alsof een hand naar beneden was gekomen en de plaats glad had gestreken. Ik weet nu wat worden weggevaagd betekent. De rook leek ongeveer een mijl lang en zijn zwartheid eindigde bij tenten, waarin mensen zaken deden met de laatste spullen, die ze konden redden. Er werd geroepen en er werd weer teruggeroepen vanuit de stoomboot aan de tijdelijke werf, die vol was geladen met daklei voor daken, stoelen, containers, geïmproviseerde dozen en alle andere dingen, waaruit een Westerse stad bestaat.

Na de brand gingen veel mensen, die in het gebied woonden, in tenten wonen. Dit gebeurde tot 1 mei 1890, toen de gemeenteraad besloot dat te verbieden. Het bestuur van Seattle was niet blij met de tenten, omdat het criminaliteit zou stimuleren en de bewoners ervan zou weerhouden om een stevig huis te bouwen. Voordat deze wet werd aangesteld, stonden er nog veel tenten in het gebied.
Op 3 mei 1891 annexeerde Seattle delen ten noorden van Downtown. De oppervlakte van de stad was voor deze annexatie 32,9 km² en na deze annexatie 76,9 km². De plaatsen, die tot Seattle werden geannexeerd waren Magnolia, Wallingford, Green Lake, Brooklyn (nu University District) en Ravenna. Deze plaatsen werden geannexeerd, doordat de meerderheid van de bewoners van deze plaatsen voor de annexaties stemden.
Op 18 september 1892 werd de eerste synagoge, de Congregation Ohaveth Sholum, van Seattle geopend. De synagoge stond bij de kruising van de Eight Avenue en de Seneca Street. De Congregation Ohaveth Sholum had plaats voor 680 personen en was van hout gemaakt. De bouw van deze in de Byzantijnse stijl gebouwde synagoge kostte 6.800 dollar. Een paar jaar later werd het gebouw verkocht.

## Sterke groei en crisis
Na de Great Fire van 1889 groeide Seattle enorm. In 1889 had Seattle 26.740 inwoners en één jaar later was het inwoneraantal bijna verdubbeld tot 42.837. Seattle werd toen ook wel "the boomingest place on earth" genoemd. Maandelijks kreeg de stad gemiddeld 2.000 nieuwe inwoners. Om deze groei op te vangen werden nieuwe wijken ontwikkeld, wegen werden verbeterd en verbreed en waterleidingen werden aangelegd. Om voor de nieuwe inwoners woningen te bouwen werden er veel meer zagerijen en steenbakkerijen bijgebouwd. Andere zagerijen en steenbakkerijen, die al bestonden, werden vergroot. Ook werd het netwerk van het openbaar vervoer flink uitgebreid. Om de nieuwe inwoners op te vangen werden in Seattle honderden nieuwe appartementen bijgebouwd en hierdoor moesten veel boeren vertrekken. In de buurt werden er ook veel kolenmijnen begonnen voor warmte. Ook werden er vele scholen en kerken bijgebouwd. De nieuwe gebouwen waren meestal vuurbestendig om een grote brand te voorkomen.
Seattle was vooral aantrekkelijk voor werklozen, omdat er veel banen beschikbaar waren. De immigranten kwamen uit andere delen van de Verenigde Staten, maar ook uit Europa. Seattle groeide voor vier jaar enorm, totdat Seattle in mei 1893 werd getroffen door de Grote Depressie. Mensen durfden geen geld meer te investeren en haalden hun geld van de banken. Hierdoor gingen veel banken failliet. De enorme groei van Seattle sloeg over in een enorme krimp. In één jaar tijd gingen 11 van de 23 banken uit Seattle failliet. In de gehele crisis gingen 13 banken uit Seattle failliet. De banken die niet failliet gingen maakten grote verliezen. Zo kromp het deposito van de Dexter Horton Bank van 1,2 miljoen dollar in mei 1892 tot 638.000 dollar in mei 1897. Niet alleen met de banken gingen het slecht; ook stopte de massale stroom van mensen naar Seattle. Bovendien kromp ook de export. Alle spoorwegmaatschappijen, die spoor bezaten in Seattle, gingen op de Great Northern Railway na failliet. Hieronder viel ook de Northern Pacific Railway. Ook de meeste trams stopten. Van de 11 tramlijnen gingen er acht failliet. De vastgoed stortte in en veel woningen werden door executieverkoop verkocht. Ook het Rainier Hotel, wat werd gezien als een van de beste hotels van Seattle, ging failliet.
Het werkloosheidspercentage in de Verenigde Staten lag aan het eind van 1893 op 20%, maar dit lag in Seattle waarschijnlijk veel hoger. Ook David Denny, een van de stichters van Seattle, verloor veel geld dat hij in vastgoed had geïnvesteerd. Ook had Denny veel geld geïnvesteerd in de tramlijnen. Uiteindelijk vertrok hij samen met zijn vrouw naar een kleine boerderij en ging daar voor de rest van zijn leven wonen.

## Klondike Goldrush zet de groei weer op gang
Midden in de crisis op 17 juli 1897 kwamen 68 mijnwerkers vanuit Alaska met de stoomboot Portland aan in Seattle. Zij hadden tonnen massief goud uit Klondike meegenomen. Dit was het begin van de goldrush van Klondike. Vele goudzoekers reisden via Seattle naar Klondike en de stad zette zijn enorme groei weer voort. Weer kwamen uit heel de Verenigde Staten mensen naar Seattle. Veel mensen bleven in de stad slapen en kochten er benodigdheden en vertrokken naar Dawson City. Onder hen viel de burgemeester van Seattle, die zijn functie toen neerlegde. Ondanks dat al in 1895 bekend was dat in Alaska goud was, vertrokken er pas massa's mensen na de aankomst van de stoomboot Portland.
Het goud in Klondike was redelijk snel op en daarom trokken de meesten dieper Alaska in. Rond Nome werd in 1899 ook goud gevonden en de schepen vertrokken later daarheen. In januari 1901 werden de huurprijzen door het goud dat in Nome werd gevonden erg hoog. Naast een tussenstop voor goudzoekers werd Seattle ook een belangrijke havenstad. In 1901 werden een aantal flinke uitbreidingen voltooid. Er werden 18 nieuwe pieren en een aantal pakhuizen gebouwd. De haven was gebouwd om het kool, dat in de buurt werd gewonnen, te verschepen naar onder andere Azië. De pieren en de pakhuizen waren ook gebouwd door de Northern Pacific Company en door de Pacific Coast Company, die eigenaar waren van kolenvelden.
Op 30 april 1903 kwam landschapsarchitect John Olmsted in Seattle aan. Vijf maanden later in september had hij zijn plannen af. Olmsteds plannen hielden in dat er nieuwe parken zouden worden aangelegd, maar dat er ook parken zouden worden heringericht. Hij had ook een aantal speeltuinen ontworpen. Een paar jaar later was Seattle door annexaties meer dan verdubbeld en Olmsted kwam daarom in 1908 terug om de parken in de nieuwe wijken van Seattle te ontwerpen. Alle plannen van Olmsted, die werden uitgevoerd, hadden in totaal vier miljoen dollar gekost.

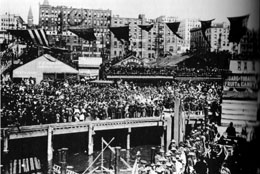
Aankomst van Theodore Roosevelt in Seattle op 23 mei 1903

Op 23 en 24 mei 1903 bezocht de toenmalige president Theodore Roosevelt Seattle en ook het dichtbijgelegen Fort Lawton. Hij kwam aan met de stoomboot Spokane, die werd gevolgd door nog 60 andere boten. Eenmaal aan land stak Roosevelt bij de toenmalige campus van de Universiteit van Washington een speech af tegenover ongeveer 50.000 mensen. Hierna ging hij naar de haven, waar hij werd opgewacht door 10.000 mensen. Roosevelt eindigde die dag met een receptie in het Grand Opera House, waar hij geschenken kreeg. De volgende dag woonde hij een herdenking bij, waar de slachtoffers van de Spaans-Amerikaanse Oorlog en van de Amerikaanse Burgeroorlog werden herdacht. Na deze herdenking ging Roosevelt naar Fort Lawton en bekeek het uitzicht vanaf Queen Anne Hill. In de avond van die dag vertrok hij met de presidentiële trein.
Niet alleen tijdens het bezoek van de president werd er feest gevierd; twee jaar later op 13 november 1905 werd de 54e verjaardag van de stad gevierd. Deze verjaardag werd gevierd met een optocht, die bij het Stevens Hotel in Downtown begon. Hier opende Arthur Denny het eerste postkantoor van de stad. De optocht ging langs belangrijke historische plaatsen van de stad, waar plaquettes werden uitgereikt. De dag eindigde met de onthulling van een monument bij Alki Point, waar de Denny Party in 1851 aankwam.
Ondertussen werden er ook belangrijke gebouwen gebouwd. Hieronder valt de Alaska Building. Dit gebouw was de eerste stalen wolkenkrabber. Dit 14 verdiepingen tellende gebouw werd geopend in 1904. De Alaska Building was ontworpen door de firma Eames & Young, die hulp kreeg van het firma Saunders & Lawton. Het gebouw bleef het hoogste gebouw van Seattle tot de opening van de 18 verdiepingen tellende Hoge Building in 1911. Twee jaar na de opening van de Alaska Building opende op 10 mei 1906 het King Street Station. Het station werd na de opening zowel door de Great Northern Railroad als door de Northern Pacific Railroad gebruikt. Het treinstation heeft een hoge klokkentoren en is gebouwd in de Italianiserende stijl. Naast belangrijke gebouwen opende in die periode op 17 augustus 1907 ook de Pike Place Market. Bij de opening verkochten acht boeren hun producten, maar nu heeft de markt rond de 490 kraampjes en trekt jaarlijks ongeveer tien miljoen mensen. Naast de opening van Pike Place Market opende in 1907 ook het misschien wel eerste tankstation ter wereld in Seattle. Er is één tankstation dat soms als ouder wordt gezien in Saint Louis, maar dit wordt niet altijd als een tankstation gezien. Dit "tankstation" opende in 1905.
Vier jaar later in 1909 werd de aanleg van Harbor Island beëindigd. Dit kunstmatige eiland met een oppervlakte van 1,4 km² was tot de aanleg van Treasure Island in 1938 in de Baai van San Francisco het grootste kunstmatige eiland ter wereld. Het eiland bestaat uit baggerspecie afkomstig van de Duwamish en de bodem is afkomstig van de Jackson Hill en Dearborn Street.
Tussen 1905 en 1907 annexeerde Seattle grote stukken omringend land, waardoor de stad ruim werd verdubbeld. De gebieden werden geannexeerd na een referendum. Als uit dit referendum bleek dat de meerderheid voor het annexeren was, werd de plaats geannexeerd door Seattle. Het eerste stuk, dat werd geannexeerd, was South Seattle op 20 oktober 1905. In 1906 werd alleen een stuk van Ballard geannexeerd. In 1907 werden de plaatsen Southeast Seattle, Ravenna, South Park, Columbia City, Ballard en West Seattle geannexeerd.
Op 29 maart 1910 annexeerde Seattle de 4.000 inwoners tellende plaats Georgetown.

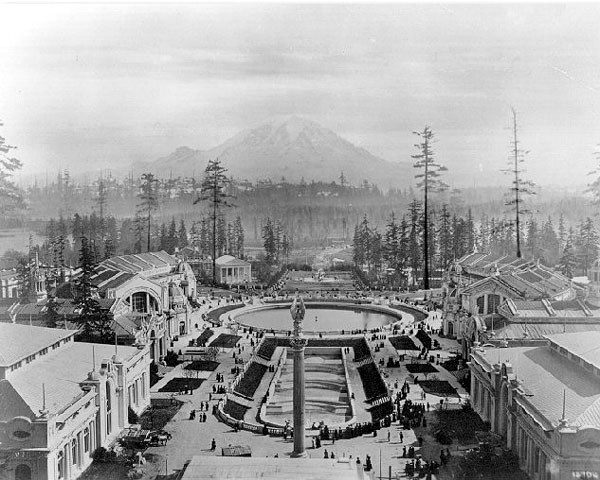
De Alaska-Yukon-Pacific Exposisiton

Van 1 juni 1909 tot en met 16 oktober 1909 werd in Seattle de Alaska–Yukon–Pacific Exposition gehouden. De Alaska-Yukon-Pacific Exposition duurde 138 dagen en werd op de campus van de Universiteit van Washington gehouden, die voordat de tentoonstelling was begonnen uit zes gebouwen bestond. Voor de Alaska-Yukon-Pacific Exposition werden er ongeveer 20 gebouwen bijgebouwd. Ook werd voor de tentoonstelling de infrastructuur van het University District verbeterd. Zo ging er eerst één tramlijn naar de wijk en waren er in de wijk veel zandpaden zonder trottoirs. Er werden voor de tentoonstelling meer tramlijnen en wegen aangelegd en andere wegen werden verbeterd en kregen trottoirs. Veel bewoners van de wijk waren met deze verbeteringen echter niet blij, aangezien zij de verbeteringen, die het dichtst bij hun huis werden uitgevoerd, zelf moesten betalen. Het tentoonstellingsterrein was ontworpen door de firma Olmsted Brothers. Dit plan kostte minder dan het totale budget van 380.000 dollar. Er kwamen in totaal 3.740.551 mensen op de Alaska-Yukon-Pacific Exposition af.
In de periode na de Alaska-Yukon-Pacific Exposition kwamen er in Seattle veel nieuwe gebouwen bij. Hiervan is de Smith Tower het hoogste gebouw. Op 20 oktober 1910 verleende het bestuur van Seattle toestemming voor de bouw van dit 36 verdiepingen tellende kantoorgebouw. De Smith Tower werd ontworpen door de architecten Edwin H. Gaggin en T. Walker Gaggin. Lyman Cornelius Smith was de eigenaar. Het gebouw opende op 4 juli 1914 na de dood van de eigenaar Smith. Een ander groot project was de aanleg van het Lake Washington Ship Canal, dat begon op 1 september 1911 en eindigde in 1934. Het kanaal werd echter op 4 juli 1917 geopend.

## Periode van de Eerste Wereldoorlog
Op 30 mei 1915 kort voor twee uur 's nachts werd Seattle opgeschrikt door een ontploffing. Een platbodem met aan boord 622 ton springstof ontplofte in Elliott Bay op Harbor Island. De schok deed enkele gebouwen instorten en trok andere gebouwen van hun fundament. Ook sneuvelden tussen de 5.000 en 7.000 ruiten.
Voor de ramp was spion L.J. Smith aan het spioneren en kwam achter het bestaan van een springstoffabriek Hercules Powder in Californië. Ook hoorde hij over een Japans schip Kaifuku Maru, dat naar Vladivostok in Rusland zou varen met de springstof voor gebruik tegen Duitsland. Smith ging met Charles Crawford naar Tacoma, waar het schip zich bevond. De kapitein van het schip ontving een anonieme dreigbrief en weigerde om de lading aan boord te nemen. Op 30 mei lag de lading op een platbodem T.T.B. in de haven van Seattle. De Duitse spionnen plaatsten een tijdbom op de springstof en vluchtten per trein de stad uit.
Op 15 juni 1916 vloog William Edward Boeing met zijn door hem zelf gemaakte B&W Bluebill boven Lake Union. Dit was het eerste vliegtuig dat hij had gemaakt. William Boeing richtte één maand later op 15 juli 1916 Boeing op onder de naam Pacific Aero-Products Co.. Hij richtte dit bedrijf op nadat hij een contract had gesloten met de marine van de Verenigde Staten, die zijn B&W Bluebill had afgekeurd. Sinds september 2001 staat het hoofdkantoor in Chicago in plaats van Seattle. Er is wel nog een grote fabriek van Boeing in het bij Seattle gelegen Everett.
Op 3 oktober 1918 kwam de Spaanse griep naar Seattle. Deze wereldwijde ziekte zorgde voor wereldwijd 21 miljoen doden. Om verdere verspreiding te voorkomen werden gedurende zes maanden scholen, trams en theaters gesloten. Ook werden bijeenkomsten verboden en droegen veel mensen maskers. Om genoeg zorg te kunnen bieden, werden het oude stadhuis en de vrouwenslaapzaal van de Universiteit van Washington omgebouwd tot ziekenhuizen. Alle medewerkers van de scheepswerf gevaccineerd. In totaal werden er 10.000 mensen gevaccineerd. Op 29 oktober werden maskers met zes lagen verplicht in Seattle. Op 11 november gingen duizenden mensen de straat op om de wapenstilstand van de Eerste Wereldoorlog te vieren, maar vele droegen geen masker. Het dragen van maskers was de dag erna niet meer verplicht en ook theaters gingen weer open. Hierna steeg het aantal besmette mensen en het aantal doden weer met 9 december 1918 als dieptepunt. Op deze dag stierven meer mensen dan gemiddeld. In januari 1919 en in maart 1919 opende de scholen weer. In Seattle waren uiteindelijk ongeveer 1.600 mensen gestorven aan de Spaanse griep.

## Tussen de oorlogen
In februari 1919 werd er een algemene staking in Seattle gehouden. Deze staking begon op 6 februari en duurde in totaal vijf dagen. In totaal staakten er ongeveer 65.000 werknemers. Veel stakers hadden door de omvang van de staking een revolutie verwacht, maar uiteindelijk hield de staking op nadat steeds meer mensen weer aan het werk gingen. De staking was ontstaan uit een staking van de havenarbeiders, die was begonnen op 21 januari van dat jaar. Deze staking had 35.000 stakers.
In 1929 begon de Grote Depressie, maar in Seattle kwam deze crisis pas een jaar later op gang. Desalniettemin waren de gevolgen van de crisis erg groot en bijna alle sectoren werden geraakt. De export werd veel minder, waardoor veel medewerkers bij scheepswerven werden ontslagen. Ook andere belangrijke sectoren in Seattle zoals de bouw en de houtproductie daalden sterk. De kolenmijnen, die in omringende plaatsen stonden, werden gesloten. In de lente van 1930 werkten liefdadigheidsorganisaties op volle capaciteit om voor werklozen gratis voedselpakketten te maken. De werkloosheid werd in april 1930 geschat op 11%, maar in januari 1935 werd dit volgens schattingen meer dan verdubbeld tot 26,5%. Van 9 mei tot 31 juli 1934 deden ongeveer 1.500 havenarbeiders mee aan een staking, waaraan ook 12.500 werknemers uit andere steden aan de Amerikaanse westkust aan deelnamen. Deze staking kostte de politie veel geld en uiteindelijk zijn er bij de stakingen doden gevallen. De staking eindigde na een overeenkomst tussen de scheepswerven en de stakers. Gedurende de volgende paar jaar daalde de werkloosheid. Zo had het in 1935 opgerichte overheidsorgaan Works Progress Administration in King County in totaal 49.000 werknemers, die onder andere hielpen met het verbeteren en aanleggen van parken. Daarnaast schiep ook het Civilian Conservation Corps nieuwe banen. Verder werd er nieuwe werkgelegenheid gecreëerd, doordat het automerk Ford een fabriek ten zuiden van Lake Union opende. In 1937 stopte de Works Progress Administration met haar programma en werden de werknemers weer werkloos. De situatie verslechterde weer en de werkloosheid nam opnieuw stevig toe.
In 1939 werd het Yesler Terrace Housing Project gestart. Door dit project ging het beter met de bouw en daardoor ook met de houtproductie. Ook begonnen de consumenten in dat jaar meer geld uit te geven. Toen de Tweede Wereldoorlog uitbrak, besloten de Verenigde Staten te helpen en werden er met bedrijven in Seattle contracten gesloten voor de bouw van schepen, tanks en vliegtuigen. De werkloosheid daalde en ook mensen van buiten Seattle verhuisden naar Seattle.

## Periode van de Tweede Wereldoorlog
Voor de oorlog reden er in Seattle voornamelijk trams, maar op 13 april 1941 werden alle trams vervangen door trolleybussen en door andere bussen. De plannen hiervoor waren er sinds 1937, maar Seattle had er te weinig geld voor. In 1939 leende Seattle 10,2 miljoen dollar, waarvan bussen werden gekocht.
Op 14 december 1941, één week na de aanval op Pearl Harbor, brak er een grote brand uit in de Pike Place Market, waarbij zeven lichtgewonden vielen. In totaal waren er 150 brandweerlieden van 17 brandweerkazernes nodig om de brand te blussen, maar zij werden geholpen door nog een paar honderd vrijwilligers. De schade werd geschat op 100.000 dollar, een bedrag waarvan de waarde overeenkomt met 1,5 miljoen dollar nu. Veel inwoners van Seattle dachten dat dit een aanslag was van de Japanners, maar dit is nooit bewezen.
Tijdens de gehele Tweede Wereldoorlog verkocht Boeing veel vliegtuigen, waarvan veel in Seattle werden vervaardigd. Vooral de B-17 Flying Fortress werd veel verkocht, maar ook de in 1942 geïntroduceerde B-29 Superfortress werd veel verkocht. In 1942 vervaardigde Boeing tussen de 60 en 362 vliegtuigen per maand. Op het hoogtepunt in maart 1944 vervaardigde Boeing 16 vliegtuigen per dag. De B-29 Superfortress werd niet alleen in Seattle vervaardigd, maar de B-29 Superfotress rolde ook in Wichita in Kansas van de band. De fabrieken van Boeing werden vaak gecamoufleerd, zodat ze niet door de vijand zouden worden herkend. Op 18 februari 1943 stortte een prototype van de B-29 Superfortress neer in een vleesverwerkingsfabriek. Bij het ongeluk kwamen 30 mensen om, waarvan 19 in de fabriek aan het werken waren. Een paar maanden na het ongeluk in juni ging Boeing op zoek naar vrouwen om daar te werken door heel de Verenigde Staten. Boeing had te weinig werknemers, doordat veel mannen als soldaat gingen werken. Na bestelde het Amerikaanse leger geen vliegtuigen meer, wat resulteerde in het sluiten van fabrieken en het ontslaan van 70.000 werknemers binnen de gehele Verenigde Staten.
Op 14 augustus 1945 kwam er een eind aan de oorlog tussen de Japanners en de Amerikanen. Dit werd in Seattle groots gevierd. Vele mensen legden hun werk neer en vierden dit op straat. In totaal had de oorlog in King County 2.488 levens geëist.

## Na de Tweede Wereldoorlog
In 1947 werd onderzoek gedaan naar de veiligheid van de snelwegen en uit dit onderzoek bleek dat de Washington State Route 99 de gevaarlijkste weg van de staat was. De weg was erg druk en hierdoor kwamen er veel ongelukken. De staat Washington wilde de snelweg verbreden, maar kwam niet aan de grond om de weg te verbreden. Uiteindelijk in 1951 werd de weg toch verbreed, toen de staat de wet mocht veranderen, omdat het aanleggen van een nieuwe snelweg te veel kosten met zich meebracht. De snelweg werd niet alleen verbreed, maar het werd ook een dubbeldeks snelweg. Deze dubbeldeks snelweg wordt in 2015 vervangen door een dubbeldeks tunnel.
Op 13 april 1949 werd Seattle om 11:55 door een aardbeving getroffen. Deze aardbeving had een kracht van 7,1 op de schaal van Richter en is hiermee tot op de dag van vandaag de zwaarste aardbeving sinds de kolonisatie van Seattle. Het epicentrum lag tussen Olympia en Tacoma. Er vielen in Seattle in totaal acht doden. De schade van de aardbeving was groot, doordat er veel oudere gebouwen in Seattle waren. In totaal waren er ongeveer 1.900 stenen muren ingestort of zwaar beschadigd. Veel huizen op door mens gevulde gronden waren ingestort en andere gronden veranderde in drijfzand, waardoor kelder onderliepen met slib. Ook kwamen er scheuren in de grond en ook kwamen er gaten in de gasleiding op ongeveer 100 plaatsen, maar hierdoor ontstonden geen branden. De totale schade lag rond de 250.000 dollar, waarvan de grootste schade in Seattle was.
Een jaar na de aardbeving werd op 21 april 1950 de Northgate Shopping Mall geopend. Dit was het eerste winkelcentrum van de Verenigde Staten met de naam "mall" en huisvestte destijds 18 grote winkels. In 1954 groeide Seattle toen het op 4 januari 25 km² grond te noorden van de destijdse stad annexeerde. Door het annexeren van dit gebied steeg het bevolkingsaantal met 40.800. Op 15 september 1953 werd er gestemd over de annexatie.
Op 20 mei 1958 ontstond er een brand in een zagerij in de wijk Ballard. Door de brand brandde de gehele zagerij af. De schade bedroeg 1 miljoen dollar en er raakten 12 mensen gewond, onder wie tien brandweerlieden. Het duurde in totaal drie dagen om de brand te blussen.
In 1962 werd de Wereldtentoonstelling onder de naam Century 21 Exposition in Seattle gehouden. Voor de tentoonstelling werd onder andere de Space Needle en een monorail gebouwd.
Begin jaren 50 was gemeenteraadslid Alfred Rochester kwam op het idee om een nieuwe tentoonstelling in Seattle te organiseren. Mensen toonde interesse en Seattle kreeg van de staat Washington 5.000 dollar om een commissie samen te stellen. Het was de bedoeling om de tentoonstelling in 1959 te houden, vijftig jaar na de Alaska-Yukon-Pacific Exposition, maar dit werd uitgesteld. Er werd besloten om het 0,11 km² grote terrein, waarop destijds het Civic Auditorium stond, als locatie te gebruiken. Er werd in 1956 en 1957 een bedrag van in totaal 15 miljoen dollar voor de tentoonstelling vrijgemaakt. Ook reserveerde de Amerikaanse overheid 10 miljoen dollar voor het wetenschapspaviljoen. Joe Gandy volgde Eddie Carlson op als organisator van de tentoonstelling en hij promootte Seattle bij de commissie, die de stad voor de wereldtentoonstelling moest kiezen. Seattle werd uiteindelijk gekozen en in totaal 35 andere landen besloten aan de wereldtentoonstelling mee te doen.
De Century 21 Exposition werd op 21 april geopend door John F. Kennedy, twee dagen na de doping van de monorail. De Space Needle was net op tijd af en de laatste lift werd de dag voor de opening geïnstalleerd. Op 21 oktober 1962 werd de Century 21 Exposition gesloten door John F. Kennedy. De tentoonstelling trok in totaal bijna 10 miljoen mensen.

## Boeing Bust

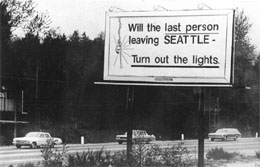
Billboard als reactie op de "Boeing Bust" met de tekst "Will the last person leaving SEATTLE - Turn out the lights.". Dit is Engels voor: "Zou de laatste persoon die SEATTLE verlaat - De lichten uit willen doen"

Op 29 april 1965 werd Seattle getroffen door een zware aardbeving met een kracht van 6,5 op de schaal van Richter. Het epicentrum bevond zich in Des Moines in de staat Washington. Er vielen in Seattle vier doden en er raakten 30 mensen gewond. De totale schade van de aardbeving was 12,5 miljoen dollar, waarvan het meeste in Seattle. De zwaarste schade was in het zuiden van Seattle, waar ook een tank met 7.500 liter bier lek ging. In West Seattle werd ongeveer 34% van de schoorstenen verwoest.
In 1968 kondigde de haven van Seattle de grootste uitbreiding sinds zijn ontstaan aan. De haven werd uitgebreid wegens verliezen en experts, die zeiden dat de haven begon af te sterven. De uitbreiding kostte in totaal 80 miljoen dollar. Een jaar later op 29 juni 1969 vond er een ontploffing in de lobby van de Administration Building van de Universiteit van Washington plaats. Er vielen geen doden of gewonden, maar er was wel voor 100.000 dollar aan schade. De oorzaak van de explosie werd nooit gevonden.
Op 28 juli 1969 kondigde Boeing aan 12.000 mensen te ontslaan. Deze gebeurtenis wordt gezien als het begin van de "Boeing Bust". Dit is de naam voor een recessie binnen de vliegtuigindustrie. Op 31 december 1966, drie jaar eerder, besloot het Huis van Afgevaardigden om Boeing geld te geven voor de ontwikkeling van een supersonisch vliegtuig. Dit zou zorgen voor 25.000 nieuwe banen in de omgeving van Seattle. Boeing ontwierp dit vliegtuig, de Boeing 2707. Vier jaar hierna op 3 december 1970 besloot de Senaat uiteindelijk om het project toch stop te zetten, waardoor Boeing geen geld kreeg. Hierdoor vielen veel ontslagen. In het begin van 1970 had Boeing in totaal 80.400 werknemers in en rond Seattle. Dit aantal was ruim gehalveerd in oktober 1971, toen dit er 37.200 waren. Op 1 juni 1970 passeerde het werkloosheidspercentage de 10%. Over de hele Verenigde Staten lag dit percentage op 4,5%. Tijdens het dieptepunt was 13,8% van de bevolking van Seattle werkloos. De Boeing Bust eindigde rond 1977, toen het werkloosheidspercentage op 7,2% lag. Het nationale werkoosheidspercentage lag toen op 7%.

## Microsoft
In 1975 werd Microsoft opgericht door de in Seattle geboren Bill Gates en Paul Allen in de stad Albuquerque. Het bedrijf had in 1978 zijn eerste omzet van meer dan één miljoen dollar. In december 1978 vertrok Microsoft naar het bij Seattle gelegen Bellevue en behaalde dat jaar een omzet van 7,5 miljoen dollar. Microsoft had destijds 40 werknemers. In 1990 had Microsoft ruim 5.500 werknemers en de omzet was inmiddels gegroeid naar ruim 1,1 miljard dollar. Microsoft overschreed de duizend werknemers in 2002. In het heden zit het hoofdkantoor van het bedrijf in het nabijgelegen Redmond. Een groot deel van de werknemers van Microsoft woont in Seattle.

## Battle of Seattle

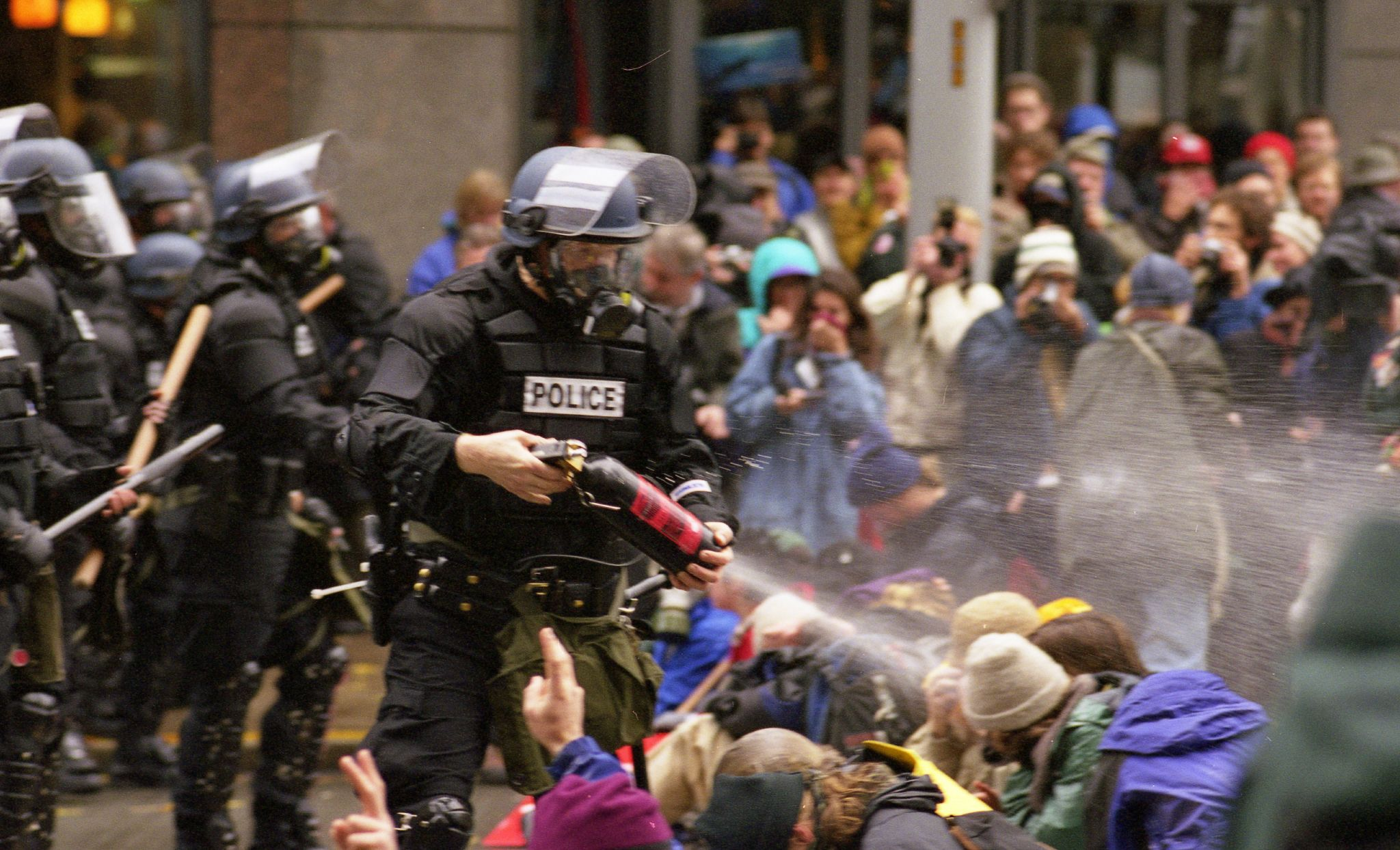
De protesten op 30 november

In november en december 1999 stond een ministertop van de Wereldhandelsorganisatie in Seattle gepland. Tijdens deze top werden protesten gehouden, die door zijn omvang ook wel de Battle of Seattle wordt genoemd. Er waren in totaal ongeveer 50.000 activisten aanwezig.
Maanden voor de start van de ministertop in Seattle kwamen er activisten naar Seattle. Deze activisten zochten slaapplaatsen. Veel panden werden gekraakt, maar ook veel mensen gingen in veranda's slapen. De activisten werden door een groot deel van de bewoners van Seattle gesteund. Voor de activisten werden door het Direct Action Network trainingen georganiseerd. Deze trainingen werden gevolgd door ongeveer 6.000 activisten. Ook gingen activisten naar verlaten fabriekshallen om daar mascottes en borden te maken. Het hoofdkantoor van de activisten werd het Convergence Center. Hier kregen leiders van activistengroepen te horen op welke plek ze zouden moeten staan. Het was de bedoeling om zoveel mogelijk belangrijke kruispunten te blokkeren om zo te voorkomen, dat de regeringsleiders aan zouden komen bij het congrescentrum. Op 29 november, één dag voor de grote protesten, gingen een aantal activisten fietsen om de aandacht te trekken. Sommige activisten fietsten ook door het congrescentrum heen. Die avond hadden de leiders van de activistengroepen een vergadering.
De volgende ochtend stonden de activisten bij de aangewezen kruispunten. In de middag kwam de politie met rubberen kogels, pepperspray en traangas om de activisten te verjagen. Dit mislukte echter door het grote en de spreiding van de activisten. Veel activisten, die zich hadden vastgeketend, raakten in de problemen, doordat zij niet konden vluchten voor het traangas. In de middag vielen veel activisten winkels van grote kapitalistische ketens binnen. De activisten slaagden er uiteindelijk in om de eerste dag van de vergaderingen te stoppen. Veel mensen kregen door de overwinning nieuwe moed, maar ook veel mensen stopten met protesteren door een overdosis aan traangas of pepperspray.
De volgende dag had de stad het centrum van Seattle uitgeroepen tot een noodgebied en ook het leger hielp bij het stoppen van de protesten. Ook werd het verboden om te protesteren in de buurt van het congrescentrum. Aan het eind van de dag waren er ongeveer 600 mensen gearresteerd. Er kwam ook kritiek door het strengen handelen van de politie en later nam de poltiechef van Seattle ontslag. Op 3 december werd tijdens een persconferentie bekendgemaakt, dat de ministertop zou worden verplaatst naar Doha in Qatar.

## Aardbeving van Nisqually
In de ochtend van 28 februari 2001 werd Seattle getroffen door een aardbeving. Deze aardbeving had een kracht van 6,8 op de schaal van Richter en het epicentrum lag bij de Nisqually Delta ten noorden van Olympia. Er vielen geen doden, maar er raakte in het gehele rampgebied meer dan 400 mensen gewond. De totale schade in Seattle was meer dan 500 miljoen dollar. Er was vooral grote schade op Pioneer Square, maar ook het toenmalige hoofdkantoor van Starbucks raakte zwaar beschadigd. In de landingsbaan van Boeing Field zaten scheuren, waardoor hier geen vliegtuigen konden opstijgen of landen.